# Ulrich Wiggers
Ulrich Wiggers (* 17. Mai 1955 in Oldenburg) ist ein deutscher Schauspieler und Regisseur.
Ulrich Wiggers absolvierte seine Schauspielausbildung an der Folkwang Hochschule in Essen und konnte sich in der Folgezeit als Theater- und Filmschauspieler etablieren. Seine Theaterengagements führten ihn bislang an zahlreiche renommierte deutschsprachige Bühnen, u. a. an das Theater an der Wien, an das Düsseldorfer Schauspielhaus, das Schauspielhaus Bochum und das Theater des Westens. Wiggers gehörte zum internationalen Ensemble des Musicals Mamma Mia!.
Seit einigen Jahren inszeniert er regelmäßig an verschiedenen Spielstätten, u. a. Die Buddenbrooks, Die Drei von der Tankstelle, Tod eines Handlungsreisenden, Ein Sommernachtstraum, Bunbury, Ehrensache, Arsen und Spitzenhäubchen sowie die Musicals Der Mann von La Mancha, Into the Woods, Cabaret, Hello, Dolly! und Irma la Douce.
Am Kehrwieder-Theater Hamburg führte er Regie im Musical Company, auf der Freilichtbühne Altusried bei My Fair Lady. Bei den Freilichtspielen Tecklenburg inszenierte er 2013 mit großem Erfolg das Musical Der Schuh des Manitu, für das Theater Magdeburg als Domplatz-Open-Air 2014 Richard O’Briens The Rocky Horror Show, Für das Hans-Otto-Theater in Potsdam übernahm er die Regie für La Cage aux Folles. 2015 folgte die Regie des Musicals Zorro mit der Musik der Gipsy Kings auf der Freilichtbühne Tecklenburg, wo er 2016 auch das Musical Artus inszenierte. 2017 folgte am selben Ort Shrek.
Am Theater St. Gallen übernahm Wiggers die Regie für das Schauspiel Anna Karenina und 2017 für die erste Neuinszenierung – nach 20 Jahren – des Musicals Tanz der Vampire. 2018 realisierte er eine Neuinszenierung des Musicals Les Misérables bei den Freilichtspielen Tecklenburg, wo er 2019 außerdem Regie bei dem Musical Doktor Schiwago führte.
Ulrich Wiggers lebt in Berlin.

## Filmografie (Auswahl)
- 1991: Schwarz-Rot-Gold – Stoff
- 1993: Schwarz-Rot-Gold – Mafia polska
- 1995: Tatort – Blutiger Asphalt
- 1997: Ein Fall für zwei – Tödliche Zinsen
- 1997: A.S. Gefahr ist sein Geschäft – Der Serienkiller
- 1998–2000: Fieber – Ärzte für das Leben
- 1998: Alarm für Cobra 11 – Die Autobahnpolizei – Tödlicher Ruhm
- 1998: Der Clown – Harlekin
- 1998: Die Rettungsflieger – Was lange gärt...
- 1998: Alphateam – Die Lebensretter im OP – Die Bestie
- 1999: Tatort – Habgier
- 1999: Ein großes Ding
- 2000: In aller Freundschaft – Zwischen zwei Leben
- 2000: Die Schule am See
- 2000: Großstadtrevier – Der Partner
- 2000: Ein Fall für zwei – Gott ist mein Zeuge
- 2001: Küstenwache – In den Tiefen des Meeres
- 2001: Dr. Stefan Frank – Der Arzt, dem die Frauen vertrauen – Quarantäne
- 2002: Medicopter 117 – Höhenangst
- 2002: Polizeiruf 110 – Braut in Schwarz
- 2002: Rotlicht – Die Stunde des Jägers
- 2003: In aller Freundschaft – Folge 177: Ich liebe dich, Mama
- 2003: Wolffs Revier – Au pair
- 2004: Ein Fall für zwei – Tod der Arztfrau
- 2006: Meine Tochter, mein Leben
- 2007: In aller Freundschaft – Heimlichkeiten
- 2008: Unser Charly – Alle für einen
- 2008: Mein Mann, der Trinker
- 2008: Die Deutschen – Preußens Friedrich und die Kaiserin
- 2010: Die Prinzessin auf der Erbse
- 2012: Friedrich der Große – Alles oder Nichts
- 2013: SOKO Wismar – Erfroren
- 2019: SOKO Stuttgart – Couchsurfing